# Flochovský chrbát
Flochovský chrbát je geomorfologický podcelek Kremnických vrchů. 

## Vymezení
Nachází se v centrální, nejvyšší části pohoří a zabírá hlavní hřeben, od severního až téměř po jižní okraj pohoří. Obklopují ho tyto podcelky: na severu Diviacka pahorkatina (podcelek Turčianské kotliny) a Bralná Fatra (podcelek Velké Fatry), na východě Kordická brázda (část Starohorských vrchů), Malachovské predhorie a Bystrické podolie (podcelek Zvolenské kotliny). Dále jsou to už jen podcelky Kremnických vrchů, Turovské predhorie na jihovýchodě, Jastrabská vrchovina na jihozápadě a Kunešovská hornatina na západě.

## Nejvyšší vrcholy
- Flochová 1 317 m n. m. – nejvyšší vrch pohoří
- Svrčinník 1 313 m n. m.
- Vyhnatová 1 283 m n. m.
- Javorová studňa 1 280 m n. m.
- Zlatá studňa 1 265 m n. m.
- Velestúr 1 254 m n. m.
- Smrečník 1 249 m n. m.
- Skalka 1 232 m n. m.
- Mýtny vrch 1 221 m n. m.
- Labušen 1 181 m n. m.

## Ochrana přírody
Kremnické vrchy nejsou plošně chráněným územím a v pohoří se nachází jen několik menších přírodních rezervací. Významné jsou zvláště NPR Svrčinník, PR Harmanecký Hlboký jarok a PR Horná Roveň.